# Удзигами
Святилище Удзигами (яп. 宇治上神社 Удзигами-дзиндзя) — синтоистский храм в городе Удзи в префектуре Киото, Япония. Храм был построен как храм-хранитель для близлежащего Бёдо-ин, и примыкает к святилищу Удзи. В 1994 году святилище зарегистрировано как объект всемирного наследия ЮНЕСКО в качестве одного из исторических памятников Древнего Киото. Хондэн и хайдэн были включены в список национальных сокровищ Японии в категории святыни 
Святилище Удзигами посвящено императору Одзин и его сыновьям, принцу Удзиноваки Ирацуко и императору Нинтоку. Удзиноваки Ирацуко покончил с собой, чтобы решить спор о престолонаследии, и храм был построен в его честь.
Хондэн из Удзигами известен как старейший пример стиля архитектуры нагарэ-дзукури в Японии. Этот стиль  предполагает постройку трех внутренних святилищ бок о бок, при этом центральная постройка более крупного размера. Возведение хондена Удзигами датируется концом периода Хэйан (794 – 1185). Хайден построен в архитектуре синдэн-дзукури, а его крыша - в стиле sugaruhafu. Хайден выстроен в период Камакура (1185 – 1333). Святилище Касуга, выстроенное в пределах Удзигами, датируется тем же периодом. Одной из особенностей храма является родник.
Проведенные цифровые дендрологические исследования позволяют утверждать, что Удзигами является старейшим из ныне существующих синтоистских святилищ в Японии.  Научно-исследовательского института по культурным ценностям города Нара определил, что храм был построен примерно в 1060 году, что соотносится с сохранившимися письменными источниками.
До периода Мэйдзи (1868 – 1912) святилища Удзи и Удзигами были известны под общим названием Рикюкамися. Ежегодный фестиваль святилища Удзигами проводится 5 мая.